# Спортінг (Ковілья)
«Спортінг» (порт. Sporting Clube da Covilhã) — професіональний португальський футбольний клуб з міста Ковілья, заснований 1923 року. Виступає у Сегунда-Лізі Португалії. Домашні матчі проводить на стадіоні «Жозе Сантуш Пінту», який вміщує 3 000 глядачів.

## Історія
Перші футбольні команди почали з'являтись в Ковільї в 1920—1922 роках. 6 червня 1923 року вважається датою заснування місцевого футбольного клубу «Спортінг». Через сусідство міста з найвищим гірським хребтом Португалії Серра-да-Ештрела команда отримала прізвисько «Гірські леви». Найуспішнішими в історії клубу стали 50-ті роки ХХ століття, коли команда регулярно виступала в Першому дивізіоні та, навіть, стала фіналістом Кубку Португалії в сезоні 1956-57, програвши там «Бенфіці» з рахунком 3-1. Найвищим досягненням «Спортінга» в чемпіонатах Португалії є 5-те місце в сезоні 1955-56.

## Досягнення
- Кубок Португалії
  - Фіналіст (1): 1956-57